# Haiku Tunnel
Pour plus de détails, voir Fiche technique et Distribution.
Haiku Tunnel est une comédie américaine réalisée par Jacob et Josh Kornbluth et sortie en 2001.

## Fiche technique
- Titre original : Haiku Tunnel
- Réalisation : Jacob et Josh Kornbluth
- Scénario : Jacob et Josh Kornbluth et John Bellucci
- Photographie : Don Matthew Smith
- Montage : Robin Lee
- Musique : Marco D'Ambrosio, John Flansburgh et John Linnell
- Costumes : Chris Aysta
- Décors : Emilio R. Aramendia et Melanie Tomlin
- Producteur : Brian Benson et Jacob et Josh Kornbluth
  - Coproducteur : Nancy Carlin
  - Producteur délégué : David R. Fuchs et Michael Peyser
  - Producteur associé : Doria Summa et Stephanie Weisman
- Sociétés de production : B9 Films, Hello Hooker Productions, Mike's Movies et Pandemonium Productions
- Sociétés de distribution : Sony Pictures Classics
- Pays d'origine :  États-Unis
- Langue originale : anglais
- Format : couleur
- Genre : Comédie
- Durée : 88 minutes
- Dates de sortie :
  - États-Unis :
    - 22 janvier 2001 (Sundance)
    - 14 septembre 2001 (en salles)

## Distribution
- Josh Kornbluth : lui-même
- Warren Keith : Bob Shelby
- Sarah Overman : Julie Faustino
- Amy Resnick : Mindy
- Harry Shearer : le conseiller d'orientation
- Leah Alperin, Jacob Kornbluth, Stephen Muller et Linda Norton : les intérimaires
- Helen Shumaker : Marlina D'Amore
- Brian Throstenson : Clifford
- June Lomena : DaVonne
- Joanne Evangelista : Caryl
- Jennifer Laske : Helen l'ex petite-amie
- Patricia Scanlon : Helen l'ex secrétaire
- Joe Bellan : Jimmy
- Michael X. Sommers : l'avocat